# Sapador

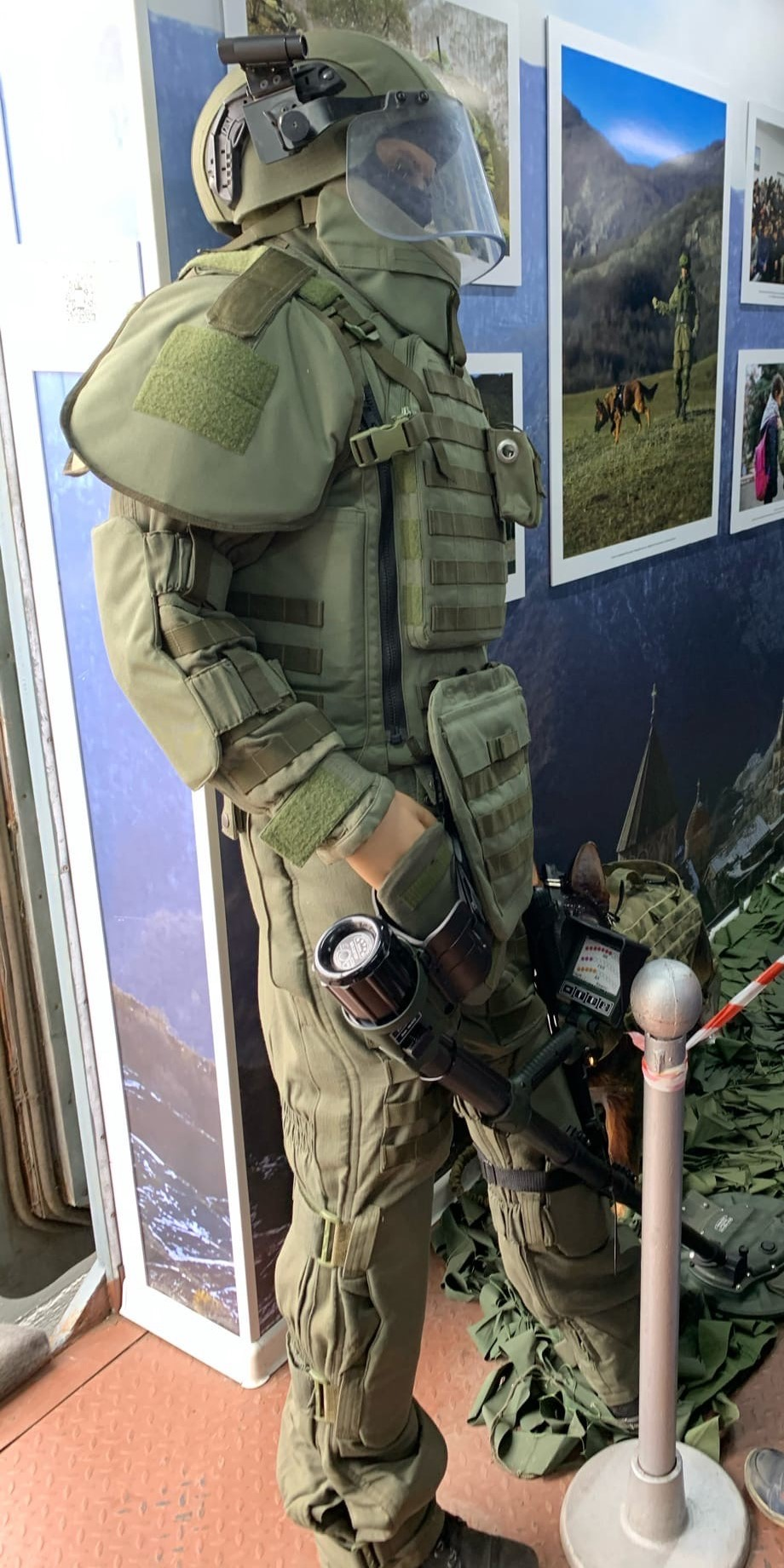
Equipamento sapador moderno

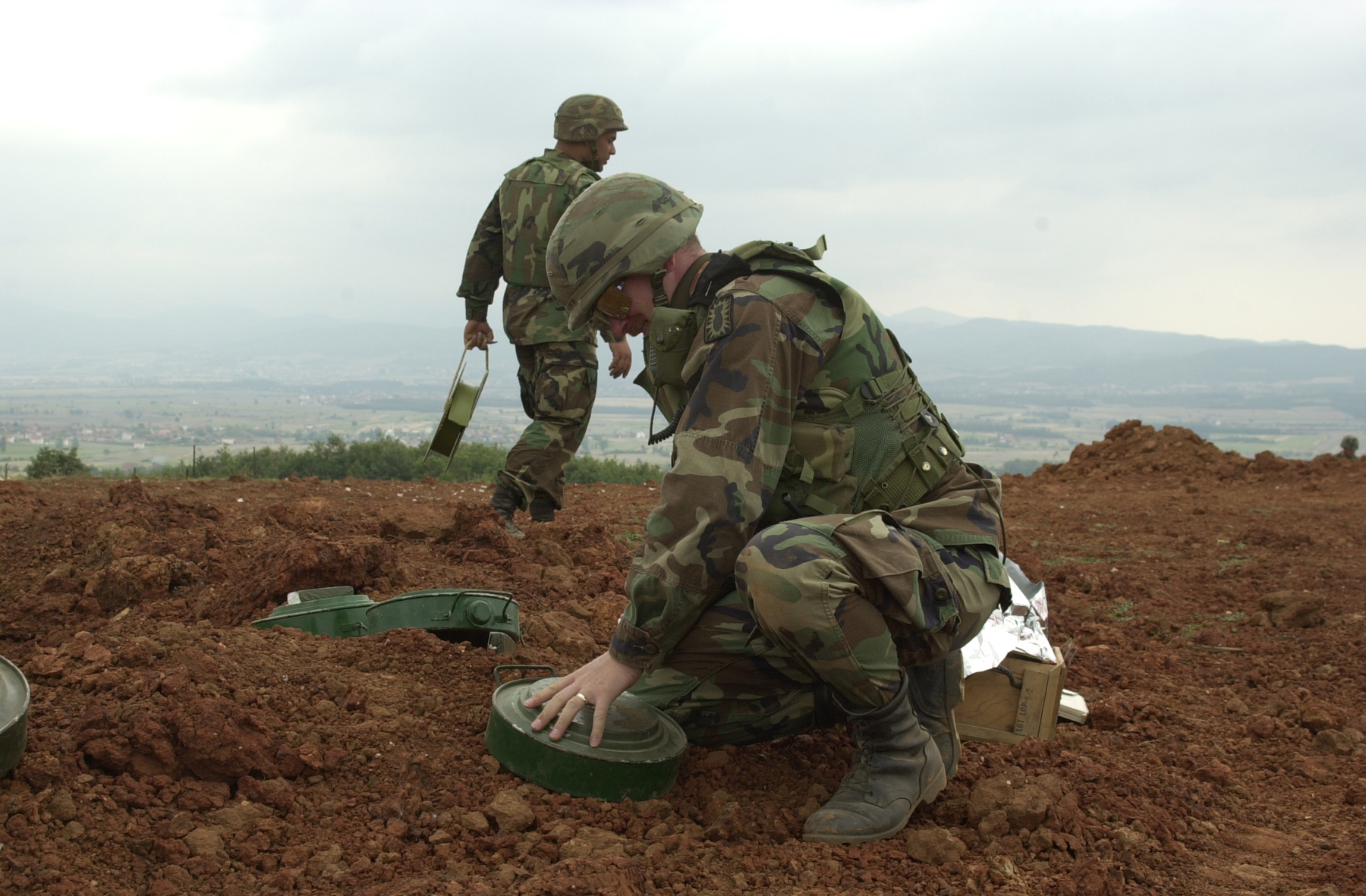
Sapadores do Exército dos EUA numa operação de remoção de minas terrestres

Sapador é um soldado responsável por cavar fossos, trincheiras e galerias subterrâneas, geralmente em operações militares.